# Die Frau ohne Schatten
Die Frau ohne Schatten (op. 65) ist eine Oper in drei Aufzügen von Richard Strauss, deren Text von Hugo von Hofmannsthal stammt. Das Werk wurde am 10. Oktober 1919 an der Wiener Staatsoper uraufgeführt (Dirigent: Franz Schalk, Regie: Hans Breuer, Bühne: Alfred Roller). Einige Tage später fand als Premiere einer zweiten Einstudierung die Erstaufführung an der Semperoper unter Fritz Reiner in Dresden statt. Die Oper setzte sich an deutschen und internationalen Bühnen nur zögernd durch.

## Handlung

### Vorgeschichte
Der Kaiser der südöstlichen Inseln hat auf der Jagd eine weiße Gazelle erlegt, die sich vor seinen Augen in eine schöne Frau verwandelt, nämlich in die Tochter des Geisterkönigs Keikobad (nach dem Herrscher Kai Kobad in der persischen Mythologie). Er begehrt sie und nimmt sie zur Frau, aber weil die Kaiserin keinen Schatten wirft, gehört sie nicht vollständig zu den Menschen, denn Schatten, Fruchtbarkeit und menschliche Empathie sind ein und dasselbe. Ihr zur Seite steht die Amme, die alles Menschliche verabscheut, die Kaiserin aber über alles liebt. Die Amme teilt über den Kaiser mit: „Er ist ein Jäger und ein Verliebter, sonst ist er nichts! (…) Seine Nächte sind ihr Tag, seine Tage sind ihre Nacht.“

### Erster Akt
Im Morgengrauen erscheint ein Geisterbote und verkündet der Amme: In drei Tagen sei die Frist um; wenn die Frau dann keinen Schatten werfe, treffe der Fluch nicht sie, sondern ihn, ihren Gatten („Er wird zu Stein“). Der Kaiser tritt auf, er ahnt nichts von der drohenden Frist, sondern macht sich fröhlich auf die Jagd („Drei Tage komm ich nicht heim“). Die Kaiserin tritt aus ihrem Gemach und erzählt die vergangenen Ereignisse. Um ihren Gatten vor der drohenden Versteinerung zu retten, möchte sie einen Schatten gewinnen, berät sich mit der Amme und macht sich deswegen gemeinsam mit ihr zu den Menschen auf („Ein Tag bricht an! Führ mich zu ihnen: Ich will!“).
Der Färber Barak (die einzige auftretende Figur, die einen Namen trägt!) lebt mit seiner Frau und seinen Brüdern in Armut. Auch diese Ehe ist unfruchtbar („Dritthalb Jahr bin ich dein Weib, und du hast keine Frucht gewonnen aus mir und mich nicht gemacht zu einer Mutter.“). Die Färbersfrau wird von der Amme umworben, sie möge den Schatten und die ungeborenen Kinder gegen Reichtum abtreten. Sie schließt mit der Amme einen Pakt („Abzutun Mutterschaft auf ewige Zeiten“), die Kaiserin versteht den Handel, kann ihn aber nicht verhindern. Aus einer Pfanne, in der die Färbersfrau Essen kocht, hört sie die Stimmen der ungeborenen Kinder weinen und klagen. Doch sie trennt die Betten, der Pakt ist geschlossen. Der heimgekehrte Barak lauscht traurig („Sie haben mir gesagt, dass ihre Rede seltsam sein wird und ihr Tun befremdlich die erste Zeit. Aber ich trage es hart, und das Essen will mir nicht schmecken.“) den Stimmen der Wächter, die Gattenliebe und Elternglück preisen.

### Zweiter Akt
Die Amme beeinflusst die Färbersfrau mittels eines hergezauberten schönen Jünglings. Barak kehrt heim, bringt ein Festmahl mit („Was ist nun deine Rede, Prinzessin, vor dieser Mahlzeit, du Wählerische?“), weiß aber nicht, was im Haus und in seiner Frau vorgeht.
Der Kaiser ist glücklich, den beim Erlegen der weißen Gazelle verlorenen roten Falken wiedergefunden zu haben, und trifft auf der Jagd auf jene Hütte, in der die Kaiserin mit der Amme drei Tage verbringen wollte. Doch „das Haus ist leer“, der Kaiser glaubt sich betrogen und möchte seine Frau töten, was er nicht vermag („meine Hände vermögen es nicht“).
Die Amme möchte den Handel, der im ersten Akt durch Baraks unvermutete Heimkehr unterbrochen wurde, fortsetzen. Sie verabreicht Barak ein Schlafmittel und zaubert den Jüngling wieder herbei. Die Färberin erschrickt über sich und versucht ihren Mann zu wecken. Amme und Färberin gehen ab, die Kaiserin bleibt bei Barak. Dieser wacht auf: „Wer da?“, die Kaiserin antwortet: „Ich, mein Gebieter, deine Dienerin“. Dies ist der Dreh- und Angelpunkt des Dramas, denn die Kaiserin zeigt erstmals menschliche Gefühle (Mitleid mit einem gepeinigten Menschen; Mitgefühl ist die eigentliche Bedingung für die Menschwerdung der Kaiserin!).
Angst umfasst die Kaiserin. Sie träumt, dass ihr Mann in einem unterirdischen Gewölbe eingeschlossen wird (dies ereignet sich ja auch) und schreit erschrocken aus dem Schlaf („alles ist meine Schuld“).
Die Färberin erleidet einen Nervenzusammenbruch, sie verkündet ihrem Mann einen nie stattgefundenen Ehebruch mit dem Jüngling und den Verkauf ihres Schattens, um ihn aus seiner Lethargie zu reißen. Barak möchte in seiner Verzweiflung auf seine Frau losgehen, doch das Färbershaus versinkt im Erdboden, nachdem die Amme die Kaiserin gerade noch rechtzeitig zu sich reißen konnte („Übermächte sind im Spiel, her zu mir!“).

### Dritter Akt
Färber und Färberin befinden sich, voneinander nichts wissend, in einem unterirdischen Gewölbe. Beide bereuen ihre Fehler bitter („Mir anvertraut, dass ich sie hege, dass ich sie trage auf diesen Händen“).
Kaiserin und Amme landen mit einem Kahn beim Mittelpunkt des Kaiserreichs. Die Amme hat panische Angst, die Kaiserin aber weiß, was sie erwartet und dass sie sich ihrer Aufgabe allein stellen muss. Posaunen rufen zum Gericht über den Kaiser, die Frau will ihm beistehen („Was er leidet, will ich leiden“). Die Amme versucht, sie davon abzuhalten, es kommt zum endgültigen Bruch der beiden: „Amme, auf immer scheid ich mich von dir!“. Die Kaiserin geht allein durch das Tor und lässt die Amme zurück.
Die einander suchenden Färbersleute kommen nacheinander vorbei und erkundigen sich bei der Amme nach dem jeweils anderen Partner, die Amme schickt beide in unterschiedliche Richtungen. Die Amme möchte der Kaiserin folgen („Ich will zu ihr!“), wird aber vom Geisterboten aus dem Geisterreich abgewiesen und muss ihr weiteres Leben unter den ihr verhassten Menschen fristen.
Die Kaiserin befindet sich allein in einer Felsenkammer. Die Quelle des Lebenswassers springt empor, die Kaiserin sieht ihren beinah versteinerten Mann. Sie wird angewiesen: „Trink, und der Schatten, der des Weibes war, wird deiner sein“, doch sie möchte nicht ihr Glück um das der Färbersleute erkaufen („Blut ist in dem Wasser“).

„Die Szene des inneren Kampfes der Kaiserin vor dem versteinerten Kaiser müßte einen sichtbaren Knalleffekt haben. Ginge es, dass die Kaiserin nach schwerem inneren Kampfe, sie fühlt sich dem Tode nahe, endlich einen furchtbaren Schrei ausstößt, den ersten Menschschrei, etwa wie der Schrei einer gebärenden Mutter.
 ‚Ich will nicht‘ ist ihre Antwort. Mit dem Verzicht auf den fremden Schatten siegt sie für ihren Mann und für die beiden Menschen. Sie wirft nun selbst einen langen, scharfen Schatten und hat also durch ihre Zuneigung zum Menschenschicksal die Fähigkeit erlangt, Mutter zu werden; der Kaiser steigt unversteinert vom Sockel. Färber und Färberin sind frei und wenden sich ihrer irdischen Welt zu, die ungeborenen Kinder kündigen im Chor an, dass sie nicht mehr lange ungeboren bleiben werden.“

## Musik
Strauss verwendet zwei klar getrennte Orchesterklänge: den eines kammermusikalischen Orchesters wie in der Ariadne auf Naxos für die Geisterszenen und den eines massiv besetzten und mit Holzbläsern und differenziertem Schlagzeug verstärkten Orchesters für die irdischen Verstrickungen wie in der Elektra. Sogar eine Glasharmonika und fünf chinesische Gongs finden Verwendung. So schafft er mit seiner hochdramatischen Musik eine klare, kontrastierende Charakterisierung der Personen und Szenen. Nahezu filmartig plastisch sind etwa seine Motive für den Falken, die Schwertszene im zweiten Akt oder die Ankunft des Kahns im Reich der Herrscher zu Beginn des dritten Aktes. Unterschiedlich ist die Betrachtung des musikalischen Stils, manche meinen, Strauss habe in seiner musikalischen Sprache eine Kehrtwendung hin zur Tonalität gemacht, andere wiederum heben die grell-eruptiven Orchesterfarben und die z. T. erweiterte Harmonik hervor. Im dritten Akt kulminiert jedoch eine „Tendenz zum Überschüssigen“. Insgesamt zeigt sich in diesem Werk Strauss’ Meisterschaft der musikalischen Psychologisierung seiner Figuren mit allen (damals) zur Verfügung stehenden Mitteln.

## Symbolik und Motive
Das Werk kann als eine der psychologisch interessantesten und vielschichtigsten Opern überhaupt gelten. Thematik und Instrumentation der kristallklaren, aber wandlungsfähigen Geister- und der erdgebundenen Menschenwelt sind deutlich unterschieden. Für die Menschenwelt steht das Motiv des Schattens anders als bei C.G. Jung nicht für das Unbewusste, sondern als ein chthonisches Symbol. Der Schatten kennzeichnet die „Nur-Menschen“ und bedeutet die Bereitschaft zu Liebe und Mutterschaft. Das Motiv des verlorenen Schattens wurde aus der Märchenerzählung Peter Schlemihls wundersame Geschichte von Adelbert von Chamisso übernommen. Aus seinen eigenen Erzählungen verwendete Hofmannsthal die Figur des Kaisers (Der Kaiser und die Hexe) und das Motiv der Versteinerung des Ästheten (Das Märchen der 672. Nacht). Die Läuterung der Kaiserin entlässt sie aus dem Reich der Schattenlosigkeit und bewahrt den Kaiser vor der Versteinerung.
Die Färbersfrau gibt zeitweise das Bild einer schwer depressiven Person bei vollem Erhalt ihrer Empfindsamkeit. Sie erlebt den ganzen Tag lang immer die gleichen Emotionen, die sie handlungsunfähig machen. Hofmannsthal nutzte als Inspirationsquelle einen Aufsatz des französischen Psychoanalytikers Pierre Janet.  Auch die Färbersfrau bejaht und erhält schließlich ihren Schatten. Als das Wesen der Liebe erscheint die Weitergabe des Lebens, die vom Chor der Ungeborenen gepriesen wird. Die Gazelle steht für die stark schwankenden Empfindungen und rasche Wandlungsfähigkeit der Kaiserin. Der Falke überbringt in entscheidenden Augenblicken Nachrichten zwischen dem Diesseits und Jenseits und erkennt, was in Momenten der Prüfung wichtig ist. – Auch die Freya der nordischen Mythologie trägt als Göttin der Leidenschaft und Fruchtbarkeit ein Falkengewand.
Das Libretto gilt allerdings als mit missverständlichen Symbolen überfrachtet. So zaubert die Amme der Färbersfrau fünf Fische in die Pfanne, weil sie ihrem Mann und seinen Brüdern kein Essen bereiten kann, da sie sich vor den Stimmen der ungeborenen Kinder fürchtet. Die Assoziation zwischen den Fischen und den ungeborenen Kindern wirkt makaber oder unfreiwillig komisch, was Strauss selbst spürte. Hermann Broch hielt das Libretto für den Versuch einer Kompensation einer vorausgehenden Sprachkrise Hofmannsthals, die bei diesem zu einem „fließenden Symbolstrom“ mit Erstarrungstendenz geführt habe, der aber in diesem Libretto wieder eine „zweite Unmittelbarkeit“ und „schöne Einfalt“ gewonnen habe.

## Werkgeschichte

### Entstehung
Hofmannsthals erste Einfälle zu diesem Werk datieren aus dem Jahr 1911, basierend auf den Unterhaltungen deutscher Ausgewanderten von Johann Wolfgang von Goethe (1795). Die Entstehung der Oper geht nicht ohne Schwierigkeiten vonstatten, was ein umfangreicher Briefwechsel zwischen Hofmannsthal und Strauss bezeugt. Die Vorlage Goethes behandelt Hofmannsthal frei, er erfindet zwei Paare, einen Kaiser und eine Kaiserin aus einem Traumreich bzw. einer Jenseits-Welt, und ein Färber-Ehepaar aus der irdischen Welt. Neben Goethe zieht der belesene Hofmannsthal zahlreiche weitere Vorlagen heran – etwa Teile aus Tausendundeiner Nacht oder Grimms Märchen – und zitiert sogar einmal wörtlich den Mephistopheles aus dem Faust (Amme: „Her zu mir“). In der gesamten Textanlage ist die Oper als Märchen mit dem Thema des Segens der Liebe durch Geburt der Kinder konzipiert. Hofmannsthal verglich sie in einigen Briefen mit Wolfgang Amadeus Mozarts Zauberflöte, zumindest die doppelten Paare sind dort ebenfalls angelegt. Erste Briefe zur Konzeption datieren vom Jahr 1911; Strauss fing sogleich zu komponieren an, die Arbeit an Text und Musik lief parallel und gegenseitig inspirierend. Die Frau ohne Schatten entstand während des Ersten Weltkrieges. Strauss war glücklich über den Text von Hofmannsthal, haderte jedoch mehrfach mit der Partitur und vielen Details, die er um der dramatischen Wirkung willen geändert haben wollte. Am 24. Juni 1917 war die Komposition abgeschlossen, doch erst am 10. Oktober 1919 wurde die Oper in Wien uraufgeführt.

„Ich freue mich unsäglich aufs Hören. Die gewissen Schwierigkeiten mit dem Stoff, stupide Versuche, zu deuten und herumzurätseln, wo alles einfach Bild und Märchen ist, auf das alles bin ich gefasst. Das geht vorüber, und was bleiben soll, bleibt.“

Strauss selbst bezeichnete sie als sein „Sorgenkind“, da die Arbeit aufgrund der Komplexität von Text und Stoff während des Weltkrieges sehr anstrengend war. Abgesehen davon war Strauss unzufrieden mit den ersten Inszenierungen, die seinen Ansprüchen offenbar nicht genügten. Musikalisch gesehen gehört Die Frau ohne Schatten zu Strauss’ kompliziertesten und farbenreichsten Partituren. Im Gegensatz zu der Dichte der verwandten Werke Salome und Elektra gibt Strauss in der Frau ohne Schatten wieder größeren Monologen und Szenen Raum. Gleich fünf sehr anspruchsvolle Hauptpartien (Kaiser, Kaiserin, Färber, Färbersfrau, Amme) und ein sehr großes Orchester sowie die verschiedenen Wirklichkeits-/Traumdarstellungen auf der Bühne machen die Oper selbst für größere Opernhäuser auch heute noch zu einer Herausforderung.

### Rezeption
Die Frau ohne Schatten ist zweifellos eine der bedeutendsten Opern von Strauss. Ohne die Vorgänger Elektra und Salome, aber auch ohne die Ariadne auf Naxos wäre eine solche Handlung, ein solches Ausdruckspotential nicht möglich gewesen. Insbesondere Symbolik und psychologische Elemente im Text wie in der Musik sind wesentliche Akzente dieser Oper, die beileibe nicht mehr im Goetheschen Sinne ein Märchen ist. Zu beziehungsreich sind etwa die Funktionen des Schattens, des Themas Fruchtbarkeit und Ehe sowie die auch in der Musikgeschichte zentralen Themen von Prüfung und Erlösung gestaltet.
Nach der Uraufführung konnte das Werk trotz aufwändiger Einstudierungen (u. a. in Dresden – diese Einstudierung scheiterte nach Strauss’ Aussagen szenisch vollständig –, München und Berlin) zunächst keinen großen Erfolg aufweisen, besonders, wie Strauss beklagte, in mittleren und kleineren Theatern. Das lag zum einen an der durch Metaphorik und Symbolik nicht ohne weiteres verständlichen Handlung. Zum anderen lag es an den enormen musikalischen Anforderungen, die das Werk stellt. Nicht alle Häuser konnten fünf erstklassige Sänger des Deutschen Repertoires aufbieten, die für die Hauptpartien unerlässlich sind, und die vielen Szenenwechsel organisieren.
Heute ist Die Frau ohne Schatten sowohl auf großen internationalen Bühnen wie auch an mittleren Theatern wie Bielefeld 1986 (Koch-Dew), Mannheim 2007 (Kober-Horres) oder Wiesbaden 2014 (Hamar-Laufenberg) anzutreffen. Ein Grund dafür mag sein, dass Hofmannsthals cineastische Bühnenanweisungen dank digitaler Technologien heute besser umzusetzen sind als zur Entstehungszeit des Werkes. Auch verflüchtigte sich der Vorwurf der Unverständlichkeit mit der Zeit. So aktualisierte man das Stück gelegentlich und verlegte z. B. wie Kirsten Harms 1996 die moralischen Prüfungen in die Schützengräben des Ersten Weltkriegs. Oder man griff wie John Dew zu frechen szenischen Lösungen und ließ die Fruchtbarkeitsmetaphorik in einen Kreißsaal münden.

### Bearbeitung
1919 veröffentlichte Hofmannsthal eine Bearbeitung des Librettos als Kunstmärchen. An dieser Prosafassung hatte er seit 1912 gearbeitet. Der Erstdruck erfolgte im Oktober 1919 im S. Fischer-Verlag. Eine ungarische Übersetzung des Prosatextes wurde vom Nobelpreisträger Imre Kertész 1988 erstellt.
1946, drei Jahre vor seinem Tod, entschloss sich Strauss, aus der Oper eine Orchesterfantasie auszukoppeln, die die Höhepunkte der Musik zusammenfasst. Die Partitur wurde am 30. Mai 1946 in Ouchy (Schweiz) abgeschlossen. Strauss widmete das einsätzige Werk Manfred Mautner Markhof, einem österreichischen Kunstmäzen. Die Orchesterphantasie wurde am 26. April 1947 im Wiener-Konzerthaus-Saal von Karl Böhm uraufgeführt.

### Besetzung der Uraufführung
| Rolle                          | Stimmlage                 | Dirigent (Franz Schalk) |
| ------------------------------ | ------------------------- | ----------------------- |
| Der Kaiser                     | Tenor                     | Karl Aagard Østvig      |
| Die Kaiserin                   | Hoher dramatischer Sopran | Maria Jeritza           |
| Die Amme                       | Dramatischer Mezzosopran  | Lucie Weidt             |
| Barak, der Färber              | Bassbariton               | Richard Mayr            |
| Die Färberin                   | Hoher dramatischer Sopran | Lotte Lehmann           |
| Der Einäugige                  | Hoher Bass                | Viktor Madin            |
| Der Einarmige                  | Bass                      | Julius Betetto          |
| Der Bucklige                   | Hoher Tenor               | Anton Arnold            |
| Geisterbote                    | Hoher Bariton             | Josef von Manowarda     |
| Stimme des Falken              | Sopran                    | Felicie Hüni-Mihacsek   |
| Die Stimme des Jünglings       | Hoher Tenor               |                         |
| Hüter der Schwelle des Tempels | Sopran oder Countertenor  | Sybilla Blei            |
| Stimme von oben                | Alt                       | Maria Olczewska         |

### Inszenierungen
- 1919: Wiener Staatsoper (Hans Breuer, Regie / Franz Schalk, Dirigent), Uraufführung[10]
- 1919: Landestheater Dresden in der Semperoper (Fritz Reiner, Dirigent)
- 1920: Berlin, Staatsoper unter den Linden (Leo Blech, Dirigent)
- 1932: Salzburger Festspiele (Clemens Krauss, Dirigent)
- 1934: Gastspiel der Wiener Staatsoper in Venedig (erste Aufführung im fremdsprachigen Ausland)
- 1938: Rom
- 1939: Dresdner Staatsoper (Karl Böhm, Regie)
- 1940: Teatro alla Scala, Mailand (Erich Kleiber, Dirigent)
- 1949 und 1970: Buenos Aires
- 1954: Prinzregententheater München (Rudolf Kempe, Regie / Karl Böhm, Dirigent)
- 1955: Wiener Staatsoper
- 1959: San Francisco Opera, (Paul Heger, Regie / Jean-Pierre Ponnelle, Bühne / Leopold Ludwig, Dirigent): Premiere am 18. September 1959[11]
- 1963: München, Bayerische Staatsoper (Rudolf Hartmann, Regie / Joseph Keilberth, Dirigent)
- 1964: Wiener Staatsoper (Herbert von Karajan, Regie und Dirigent)
- 1966: Straßburg
- 1966: New York, Metropolitan Opera
- 1967: London, Royal Opera House Covent Garden (Georg Solti,Dirigent)
- 1971: Berliner Staatsoper (Harry Kupfer, Regie / Otmar Suitner, Dirigent)
- 1972: Paris, Oper
- 1974: Salzburger Festspiele (Günther Rennert, Regie / Karl Böhm, Dirigent)
- 1977: Wiener Staatsoper (Helge Thoma, Regie / Karl Böhm, Dirigent): Premiere am 16. Januar 1977
- 1977: Hamburgische Staatsoper (Kurt Horres, Regie / Christoph von Dohnányi, Dirigent): Premiere am 2. Oktober 1977
- 1979: Oper Köln (Jean-Pierre Ponnelle, Regie / John Pritchard, Dirigent)
- 1979: Staatsoper Hannover (George Alexander Albrecht, Dirigent)
- 1985: Opernhaus Zürich (August Everding, Regie / Ralf Weikert, Dirigent)
- 1986: Theater Bielefeld (John Dew, Regie / Rainer Koch, Dirigent): Premiere am 14. Dezember 1986
- 1980er bis ca. 1991: Badisches Staatstheater, Karlsruhe (Günther Roth, Regie / Heinz Balthes, Bühnenbild / Christof Prick, Musikalische Leitung / Ute Vinzing, Färberin / Sabine Hass, Kaiserin / Hans Kiemer, Anthony Raffel, Färber) Wiederaufnahme unter GMD Günther Neuhold mit Ingrid Bjoner als Färberin
- 1991: Salzburger Festspiele (Götz Friedrich, Regie / Georg Solti, Dirigent)
- 1991: Saarbrücken, Saarländisches Staatstheater (Tobias Richter, Regie / Jiři Kout, Dirigent)
- 1992: Genf, Grand Théâtre de Genève (Andreas Homoki, Regie / Wolfgang Gussmann, Bühne / Kostüme / Horst Stein, Dirigent)
- 1992: London (David Hockney, Inszenierung)[12]
- 1993: München, Bayerische Staatsoper (Ichikawa Ennosuke III, Regie / Horst Stein, Dirigent): Premiere am 7. Juli 1993
- 1994: Paris (Christoph von Dohnányi, Dirigent)
- 1979: Staatsoper Hannover (Christof Prick, Dirigent)
- 1996: Dresden, Semperoper (Hans Hollmann, Regie / Giuseppe Sinopoli, Dirigent)
- 1996: Oper Kiel (Kirsten Harms, Regie / Walter Gugerbauer, Dirigent): Premiere am 28. Januar 1996
- 1998: Deutsche Oper Berlin (Philippe Arlaud, Regie / Christian Thielemann, Dirigent)
- 1998: Essen, Aalto-Theater (Fred Berndt, Regie / Stefan Soltesz, Dirigent): Premiere am 12. September 1998
- 1999: Wien, Wiener Staatsoper (Robert Carsen, Regie / Giuseppe Sinopoli, Dirigent): Premiere 11. Dezember 1999
- 2001: New York, Metropolitan Opera (Herbert Wernicke, Regie und Ausstattung / Christian Thielemann, Dirigent): Premiere am 13. Dezember 2001
- 2002: Opéra National de Paris (Opéra Bastille) (Robert Wilson, Regie / Ulf Schirmer, Dirigent): Premiere am 9. Dezember 2002
- 2003: Oper Frankfurt (Christof Nel, Regie / Sebastian Weigle, Dirigent): Premiere am 2. Februar 2003
- 2004: Landestheater Innsbruck (Brigitte Fassbaender, Regie / Dietfried Bernet, Dirigent)
- 2007: Hamburgische Staatsoper (Keith Warner, Regie / Simone Young, Dirigentin): Premiere am 18. Februar 2007
- 2007: Nationaltheater Mannheim (Gregor Horres, Regie / Axel Kober, Dirigent): Premiere am 17. März 2007
- 2007: Badisches Staatstheater Karlsruhe (Robert Tannenbaum, Regie / Anthony Bramall, Dirigent): Premiere am 27. Oktober 2007, Wiederaufnahme unter GMD Justin Brown mit Lance Ryan als Kaiser
- 2008: Muziektheater Amsterdam (Andreas Homoki, Regie / Marc Albrecht, Dirigent): Premiere am 20. September 2008
- 2008: Düsseldorf, Deutsche Oper am Rhein (Guy Joosten, Regie / John Fiore, Dirigent): Premiere am 11. Oktober 2008
- 2009: Deutsche Oper Berlin (Kirsten Harms, Regie / Ulf Schirmer, Dirigent): Premiere am 27. September 2009
- 2009: Opernhaus Zürich (David Pountney, Regie / Franz Welser-Möst, Dirigent): Premiere am 13. Dezember 2009
- 2009: Oper Wrocław (Hans-Peter Lehmann, Regie / Ewa Michnik, Dirigentin): Premiere am 16. Mai 2009
- 2009: St. Petersburg, Mariinski-Theater (Jonathan Kent, Regie / W. Gergijew, Dirigent): Premiere am 16. November 2009
- 2010: Grazer Oper (Marco Arturo Marelli, Regie und Bühne / Johannes Fritzsch, Dirigent): Premiere am 25. September 2010
- 2011: Salzburger Festspiele (Christof Loy, Regie / Christian Thielemann, Dirigent): Premiere am 29. Juli 2011
- 2012: Teatro alla Scala, Mailand, (Claus Guth, Regie / Semyon Bychkov und Marc Albrecht, Dirigenten): Premiere am 11. März 2012
- 2012: Palacio de Bellas Artes, Mexiko-Stadt, (Sergio Vela, Regie / Guido Maria Guida, Dirigent): Premiere am 3. Mai 2012
- 2013: München, Bayerische Staatsoper (Krzysztof Warlikowski, Regie / Kirill Petrenko, Dirigent): Premiere am 21. November 2013 (zum 50-jährigen Jubiläum der Wiedereröffnung der Bayerischen Staatsoper)
- 2014: London, Royal Opera House Covent Garden / Claus Guth, Regie / Semyon Bychkov, (Dirigent), erhielt den International Opera Award 2015
- 2014: Kassel, Staatstheater Kassel / (Michael Schulz, Regie / Patrik Ringborg, Dirigent): Premiere 24. Mai 2014
- 2014: Leipzig, Oper Leipzig / Gewandhausorchester (Balázs Kovalik, Regie / Ulf Schirmer, Dirigent): Premiere am 14. Juni 2014
- 2014: Saarbrücken, Saarländisches Staatstheater / Musikalische Leitung: Toshiyuki Kamioka / Inszenierung und Bühnenbild: Dominik Neuner: Premiere am 7. Juni 2014
- 2014: Wiesbaden, Hessisches Staatstheater (Uwe Eric Laufenberg, Regie / Zsolt Hamar, Dirigent): Premiere am 14. September 2014
- 2014: Gelsenkirchen, Musiktheater im Revier / Michael Schulz, Regie / Rasmus Baumann, Musikalische Leitung / Koproduktion mit dem Staatstheater Kassel: Premiere am 28. September 2014
- 2017: Linz, Musiktheater Linz / Hermann Schneider, Inszenierung / Markus Poschner, Musikalische Leitung, Premiere am 30. September
- 2017: Berlin, Staatsoper im Schiller-Theater / Musikalische Leitung: Zubin Mehta / Inszenierung: Claus Guth / Neuinszenierung in Kooperation mit dem Teatro alla Scala Milano und dem Royal Opera House Covent Garden London: Premiere am 9. April
- 2019: Kiel, Theater Kiel / Musikalische Leitung: Daniel Carlberg / Inszenierung: Brigitte Fassbender: Premiere am 9. März 2019[13]
- 2019: Wien, Wiener Staatsoper / Musikalische Leitung: Christian Thielemann / Inszenierung: Vincent Huguet / Neuinszenierung anlässlich des 150. Geburtstags der Wiener Staatsoper: Gala-Premiere am 25. Mai 2019
- 2022: Nürnberg, Staatstheater Nürnberg / Musikalische Leitung: Joana Mallwitz / Inszenierung: Jens-Daniel Herzog: Premiere am 2. Oktober 2022
- 2023: Baden-Baden, Osterfestspiele Baden-Baden / Inszenierung: Lydia Steier / Musikalische Leitung: Kirill Petrenko
- 2023: Oper Köln / Inszenierung: Katharina Thoma / Musikalische Leitung: Marc Albrecht / Premiere am 17. September 2023
- 2024: Staatsoper Dresden / Inszenierung: David Bösch / Musikalische Leitung: Christian Thielemann / Premiere am 23. März 2024
- 2025: Deutsche Oper Berlin / Inszenierung: Tobias Kratzer / Musikalische Leitung: Donald Runnicles / Premiere am 26. Januar 2025[14]

## Aufnahmen (Auswahl)
- Hans Hopf / Leonie Rysanek / Josef Metternich / Marianne Schech / Lilian Benningsen, Chor und Orchester der Bayerischen Staatsoper, Rudolf Kempe, MYTO 1954, gekürzt
- Hans Hopf / Leonie Rysanek / Paul Schöffler / Christel Goltz / Elisabeth Höngen, Orchester der Wiener Staatsoper, Karl Böhm, Decca 1955, gekürzt
- Jess Thomas / Ingrid Bjoner / Dietrich Fischer-Dieskau / Inge Borkh / Martha Mödl, Bayerische Staatsoper, Joseph Keilberth DG/Brilliant 1963, live, gekürzt
- Jess Thomas / Leonie Rysanek / Walter Berry / Christa Ludwig / Grace Hoffman, Wiener Staatsoper, Herbert von Karajan DG 1964, live, gekürzt
- James King / Ingrid Bjoner / Dietrich Fischer-Dieskau / Birgit Nilsson / Astrid Varnay / Orchester der Bayerischen Staatsoper, Wolfgang Sawallisch, harmonia mundi 1976, live, gekürzt
- James King / Leonie Rysanek / Walter Berry / Birgit Nilsson / Ruth Hesse, Orchester der Wiener Staatsoper, Karl Böhm, DG 1977, live, gekürzt
- René Kollo / Cheryl Studer / Alfred Muff / Ute Vinzing / Hanna Schwarz, Kenneth Garrison Symphonieorchester des Bayerischen Rundfunks, Wolfgang Sawallisch, EMI 1987, erste ungekürzte Aufnahme
- Julia Varady / Plácido Domingo / José van Dam / Hildegard Behrens / Reinhild Runkel, Wiener Philharmoniker, Georg Solti Decca 1989/91, ungekürzt
- Deborah Voigt / Ben Heppner / Franz Grundheber / Sabine Hass / Hanna Schwarz, Sächsische Staatskapelle Dresden, Giuseppe Sinopoli, Teldec 1996, live, gekürzt